# Phil Seamen
 (avril 2018).
Si vous disposez d'ouvrages ou d'articles de référence ou si vous connaissez des sites web de qualité traitant du thème abordé ici, merci de compléter l'article en donnant les références utiles à sa vérifiabilité et en les liant à la section « Notes et références ».
Phil Seamen, né le 28 août 1926 à Burton upon Trent dans le Staffordshire et mort le 13 octobre 1972 à Londres, est un batteur de jazz anglais.
Solide d'une forte expérience en big band, Seamen a joué et enregistré avec la quasi-totalité des musiciens de jazz britanniques des années 1950 et 1960, par exemple : Joe Harriott, Tubby Hayes, Stan Tracey, Ronnie Scott, Dick Morrissey, Harold McNair, Don Rendell, Victor Feldman, Dizzy Reece, Tony Coe, etc. Plus tard dans sa carrière, il travaille avec Alexis Korner, Georgie Fame et le groupe Ginger Baker's Air Force.

## Discographie

### Comme leader
- Now! ... Live! (Verve Records 1968), avec Tony Lee (en) et Tony Archer (en)
- Phil Seamen meets Eddie Gomez (Saga 1968), avec Tony Lee et Eddie Gómez
- Phil on Drums (Decibel 1971), avec Keith Christie (en), Tommy Whittle (en), Brian Lemon, Lennie Bush (en)
- The Phil Seamen Story (Decibel 1972) : Phil parle et joue

### Comme sideman
Avec Georgie Fame
- Sound Venture (1966)

Avec Joe Harriott
- Free Form (Jazzland, 1960)
- Abstract (Capitol, 1962)

Avec Dick Morrissey
- Storm Warning! (1965)